# Batalla de Ngaoundéré
La batalla de Ngaoundéré (Ngaundere, en alemany) va ser una petita batalla lliurada entre les forces alemanyes i britàniques el 29 de juny de 1915, durant la campanya de Kamerun de la Primera Guerra Mundial, que va donar lloc a una derrota alemanya i l'ocupació britànica de la ciutat.

## Antecedents
Després de la victòria dels Aliats i la rendició alemanya en la Segona batalla de Garoua, el comandant de les forces franceses i britàniques de la zona, el brigadier general Frederic Hugh Cunliffe, es va mostrar confiat per a penetrar més profundament en la colònia alemanya de Kamerun.
Cunliffe va desplaçar un destacament del seu exèrcit, sota el comandament del tinent coronel Webb-Bowen, cap a la ciutat de Ngaoundéré (a 250 km al sud-est, per la carretera que va des del nord de la colònia alemanya cap a l'altiplà central), que era la nova capital de Kamerun i on es concentrava totes les forces militars alemanyes.

## Batalla
Una petita unitat d'avançada, sota el comandament del capità Fowle, va arribar a Ngaoundéré el 29 de juny de 1915 després de marxar a través d'una forta tempesta que va produir un tornado. Quan el cos principal de la unitat va arribar, la tempesta encara romania sobre la ciutat. Com a resultat, els britànics van ser capaços de sorprendre als soldats estacionats en molts dels llocs d'avançada alemany i els van poder capturar abans de començar a lluitar. En alguns dels llocs d'avançada es va produir una lluita, amb el resultat d'una victòria britànica amb ferits lleus.
Després de ser expulsats de Ngaoundéré, els alemanys van llançar un contraatac que va ser rebutjat pels britànics.

## Conseqüències
L'expulsió de les forces alemanyes dels seus llocs d'avançada en Ngaoundéré significava que la resistència significativa al nord de Kamerun estaria absent.
Va permetre a les columnes del general Cunliffe la llibertat de moure més al sud, cap a l'altiplà central de la colònia alemanya.
Els britànics van perseguir a les forces alemanyes que havien defensat Ngaoundéré i que s'estaven retirant cap a Tangere. Els britànics van prendre aquesta posició sense lluitar el 12 de juliol, i el 23 de juliol van rebutjar un intent alemany de recuperar-la. La força alemanya es va retirar cap a Tibati.
No obstant això, a causa de les fortes pluges i de la resistència de la fortalesa de Mora, Cunliffe no va continuar el seu avanç cap al sud fins a l'octubre. La seva força va arribar a Mora el 23 d'agost per a reforçar el setge de Mora, que duraria fins al final de la campanya.